# ديفيد أوبريجون
ديفيد أوبريجون (بالإنجليزية: David Obregón)‏ مواليد 5 أكتوبر 1978 في نيكاراغوا، هو ملاكم نيكاراغوي يصنف ضمن فئة وزن خفيف المتوسط. بدأ مسيرته الاحترافية في 19 مارس سنة 2004 وفاز بنزاله الأولضد جيمي ديسر في كيسيمي.

## إحصائيات
خاض خلال مسيرته 17 نزالا، فاز في 12 ولم يتعادل وخسر في 5. فاز بالضربة القاضية في 7 نزالا.

## روابط خارجية
- ديفيد أوبريجون على موقع بوكس ريك (الإنجليزية) (registration required)